# William Terry Jackson

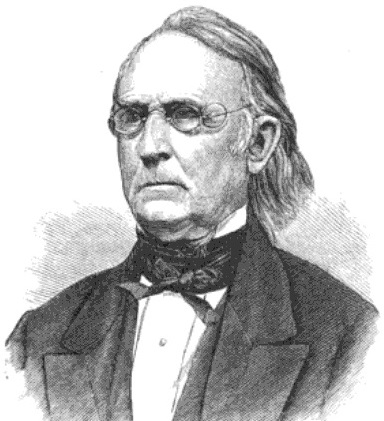
William Terry Jackson

William Terry Jackson (* 29. Dezember 1794 in Chester, New York; † 15. September 1882 in Montour Falls, New York) war ein US-amerikanischer Jurist und Politiker. Zwischen 1849 und 1851 vertrat er den Bundesstaat New York im US-Repräsentantenhaus.

## Werdegang
William Terry Jackson besuchte Gemeinschaftsschulen und studierte später Vermessungswesen. Zwischen 1813 und 1815 unterrichtete er in Goshen. Diese Zeit war vom Britisch-Amerikanischen Krieg überschattet. Er arbeitete dann als Landvermesser und ging später kaufmännischen Geschäften in Chester und Oswego in New York sowie in Bermerville im Sussex County (New Jersey) nach. 1825 zog er nach Havana im Chemung County (heute Township von Montour im Schuyler County). Er ging dort kaufmännischen Geschäften nach. Zwischen 1836 und 1838 war er Friedensrichter. Er wurde 1839 Richter am Court of Common Pleas und General Sessions im Chemung County – ein Posten, der er bis 1846 innehatte. Ferner war er Friedensrichter in der Town von Catharine.
Politisch gehörte er der Whig Party an. Bei den Kongresswahlen des Jahres 1848 für den 31. Kongress wurde Jackson im 26. Wahlbezirk von New York in das US-Repräsentantenhaus in Washington, D.C. gewählt, wo er am 4. März 1849 die Nachfolge von William T. Lawrence antrat. Er schied nach dem 3. März 1851 aus dem Kongress aus.
Nach seiner Kongresszeit ging er kaufmännischen Geschäften nach. Er verstarb am 15. September 1882 in Montour Falls. Sein Leichnam wurde dann auf dem gleichnamigen Friedhof beigesetzt.